# Cono von Waldburg

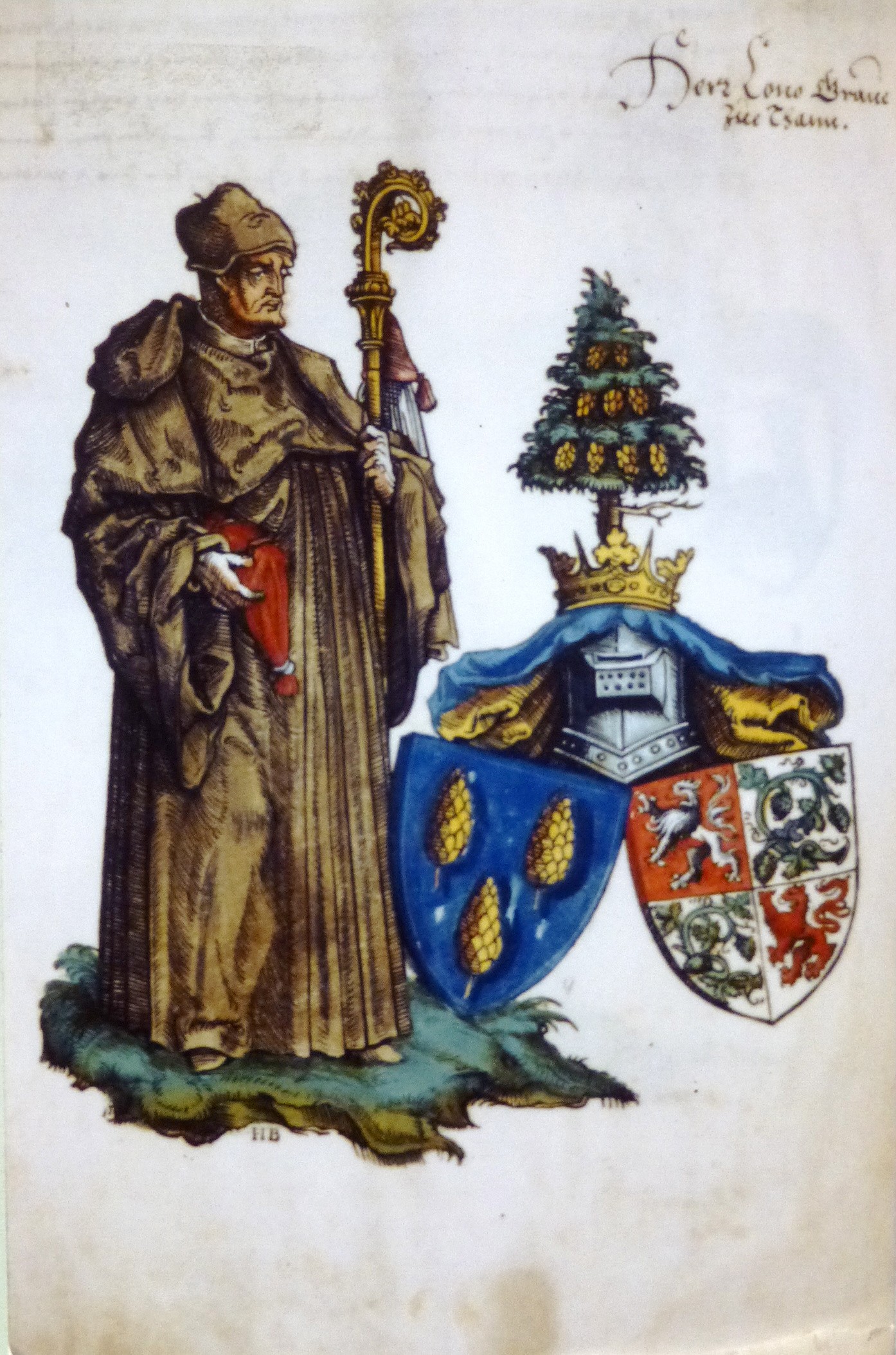
Abt Cono von Waldburg (posthumes Phantasieporträt aus der Truchsessenchronik)

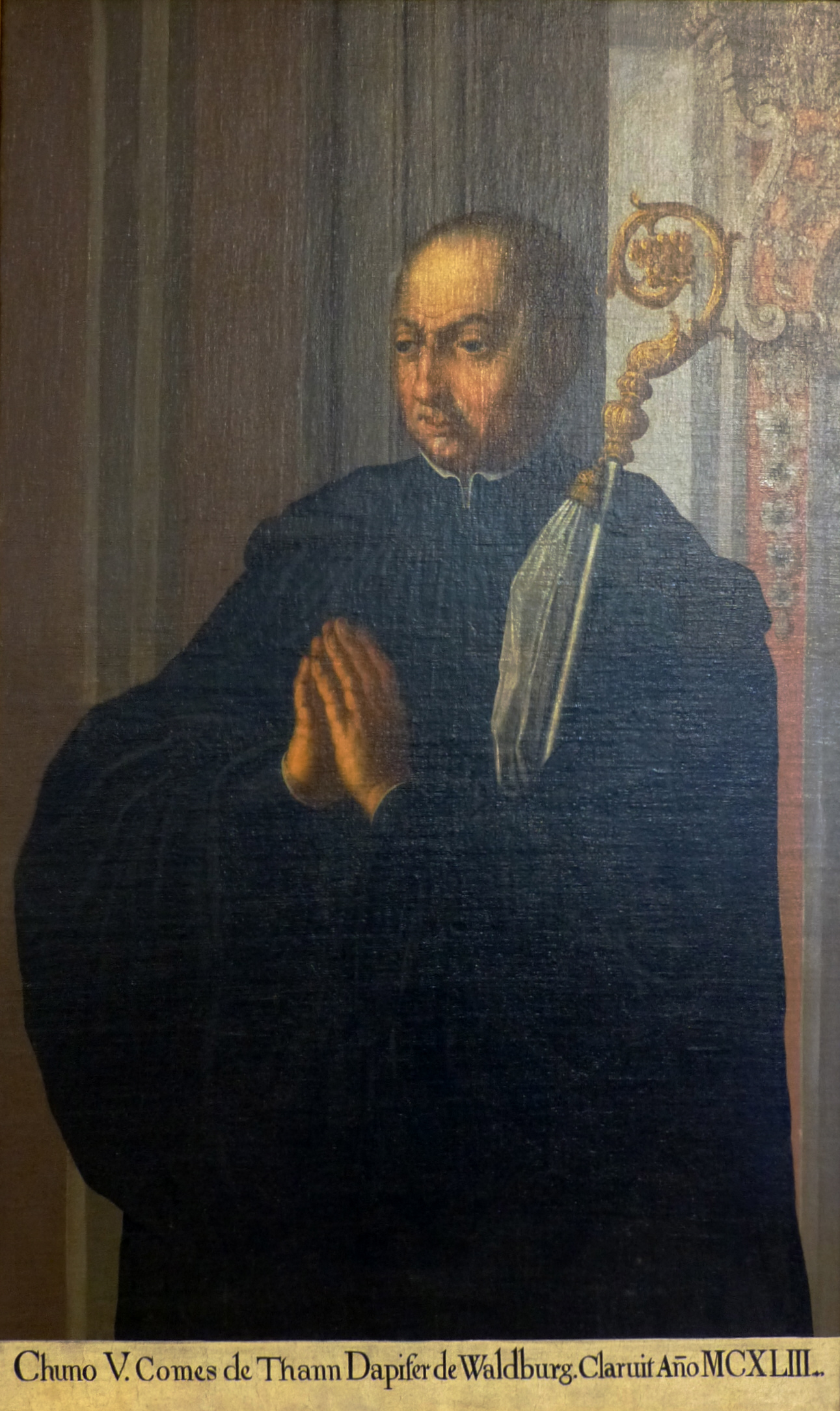
Abt Cono von Waldburg (posthumes Phantasieporträt auf der Waldburg)

Cono von Waldburg, auch Cuno oder Kuno, auch Kuno Truchsess von Waldburg-Thann, (* vor 1108; † 1132) war Abt des Klosters Weingarten.

## Familie
Cono von Waldburg ist das erste namentlich bekannte Mitglied der Familie Waldburg. Für das Jahr 1123 wird außerdem ein Gebhard von Waldburg genannt.
Heinrich (1140–1173) und Friedrich (1147–1183) von Waldburg sind möglicherweise Söhne eines Bruders des Abtes Cono. Mit dem Tod der beiden erlosch das ältere Haus Waldburg im Mannesstamm.

## Leben
Er war in Nachfolge von Abt Walicho von 1108 bis zu seinem Tode 1132 der 5. Abt des Klosters Weingarten, das durch die Welfen um 1047/56 gegründet worden war.
Er baute zunächst die 14 m lange Leutkirche und integrierte sie in eine klösterliche Gesamtanlage. Ab 1124 wurde die hochromanische, dreischiffige Säulenbasilika errichtet.
Das Nekrolog des Klosters Weingarten stellt „seine adligen Sitten, seine Gelehrsamkeit und seine Erfolge beim Aufbau der Klosterbibliothek, für die er auch selbst Bücher abschrieb,“ heraus.   Er schrieb einen Augustinus-Kommentar und wahrscheinlich die Genealogia Welforum.